# Libby Larsen
Libby Larsen (eigenlijk/geboren: Elisabeth Brown Reece) (Wilmington (Delaware), 24 december 1950) is een Amerikaans componiste van hedendaagse muziek en muziekpedagoge. Ze woont in Minneapolis (Minnesota).

## Levensloop
Larsen studeerde aan de Universiteit van Minnesota in Minneapolis en behaalde haar Bachelor of Music als haar Master of Music. In 1977 voltooide zij haar studies en promoveerde tot Ph.D. (Philosophiæ Doctor) met de proefschrift Words Upon the Windowpane, een opera in 1 akte. In 1973 was ze een van de oprichtende leden van het Minnesota Composers Forum, later hernoemd tot het American Composers Forum. In 1981 was zij gekozen tot Minnesota Woman of the Year in Arts. Van 1983 tot 1987 was zij huiscomponist van het Minnesota Orchestra. 
Tot nu (2013) componeerde zij meer dan 500 werken, van intieme vocale- en kamermuziekwerken tot uitbarstende orkestmuziek en 13 opera's. In haar werken gebruikt zij vaak elektronische instrumenten (of klanken). In 1994 ontving zij een Grammy Award voor als producent van de cd The Art of Arlene Augér. Haar opera Frankenstein: The Modern Prometheus was bekroond in de lijst van de beste acht klassieke muziekevenementen door "USA Today". In 2010 ontving zij - samen met de dirigent James Levine - de George Peabody Prijs van het Peabody Institute of the Johns Hopkins University in Baltimore.

## Composities (selectie)

### Werken voor orkest

#### Symfonieën
- 1985 Symfonie nr. 1 "Water Music", voor orkest
- 1986 Symfonie nr. 2 "Coming Forth Into Day", voor spreker, sopraan, bariton, gemengd koor en orkest 
  1. War
  2. Heroes and Heroines
  3. Innocents
  4. One World
- 1992 Symfonie nr. 3 "Lyric", voor orkest
- 1998 Symfonie nr. 4 "String Symphony, voor strijkorkest
  1. Elegance
  2. Beauty alone
  3. Ferocious rhythm
- 1999 Symfonie nr. 5 "Solo Symphony", voor orkest

#### Concerten voor instrumenten en orkest
- 1988 Concert, voor trompet en orkest
- 1989 Concerto: Cold, silent Snow, voor dwarsfluit, harp en kamerorkest
  1. Rising on the wind's whim
  2. Beautiful its silent fall
  3. One part water, three hundred parts air
- 1992 Marimba Concerto: after Hampton, voor marimba en orkest
- 1992 Piano Concerto: since Armstrong, voor piano en orkest
- 2005 Song Concerto, voor sopraan, altsaxofoon en kamerorkest

#### Andere werken voor orkest
- 1982 Deep Summer Music
- 1983 Overture "Parachute dancing"
- 1988 Collage Boggie
- 1994 Ouverture for the end of a century voor orkest[1]
- 1995 Ring of Fire, voor orkest
- 1999 All around Sound, voor orkest
- 2002 A Brandenburg for the New Millennium, voor trompet, marimba, elektrische gitaar, versterkt klavecimbel en strijkorkest
- 2008 Ancient Places, voor orkest
  1. The Whirling Surface of Day
  2. To Share These Silences
  3. Blue in Motion
- 2008 Bach 358, voor orkest
- 2008 Evening in the Palace of Reason, voor strijkkwartet en strijkorkest
- 2009 Encircling skies, voor dubbelkoor, orkest, harmonieorkest, 3 marimba en 3 piano's
  1. Silence
  2. The Maenads - gecomponeerd door Alejandro Sanchez-Samper
  3. Breathing
  4. And Whirling Words
  5. Time Standing
  6. Breathless
  7. Weigh Me The Fire

### Werken voor harmonieorkest of brassband of koperensemble
- 1988 Grand Rondo, voor harmonieorkest
- 1990 Sung Song
- 1996 Brass Flight, voor groot koperensemble
- 1996 Concert Dances
- 1996 Fanfare: Strum, voor harmonieorkest
- 1996 Short Symphony
  1. Allegro
  2. Adagio in One Phrase
  3. Scherzo-Rag
  4. Vivace
- 1998 Holy Roller, voor altsaxofoon en harmonieorkest - bewerkt door: John Boyd
- 1999 Hambone
- 2003 Strut
- 2004 River Fanfare, voor brassband
- 2009 Cri de Cœur, voor eufonium en harmonieorkest
- 2009 Encircling skies, voor dubbelkoor, orkest, harmonieorkest, 3 marimba en 3 piano's
- An Introduction to the Moon, voor symfonisch blaasorkest, gestemde waterglazen, zangstem op geluidsband en acht samenwerkende improvisaties

### Missen en andere kerkmuziek
- 1987 Canticle of the Sun, voor vijfstemmig vrouwenkoor (SSSAA), fingerbekkens, synthesizer (of orgel) - tekst: Franciscus van Assisi
- 1993 Alleluia, voor gemengd koor
- 1994 Canticle of Mary, voor vrouwenkoor (SSA) en piano vierhandig (of kamerorkest)
- 2010 Celebration Mass: Lutheran edition, voor congregatie, gemengd koor, orgel, optioneel handklokjes, optioneel koperkwintet, optioneel pauken
- 2011 Celebration Mass: Catholic edition, voor congregatie, gemengd koor en orgel
- 2012 The day of Pentecost (De dag van Pinksteren), voor gemengd koor, koperblazers en orgel

### Muziektheater

#### Opera's
| Voltooid in | titel                                     | aktes                | première                                                                    | libretto |
| ----------- | ----------------------------------------- | -------------------- | --------------------------------------------------------------------------- | --- |
| 1973        | Some Pig                                  |                      | 1973, Minnesota, Universiteit van Minnesota                                 | van de componiste en Elwyn Brooks White |
| 1977        | Words Upon the Windowpane                 | 1 akte               | 1 juni 1977, Minnesota, Universiteit van Minnesota                          | van de componiste, gebaseerd op een gelijknamig toneelstuk van William Butler Yeats |
| 1979        | The Silver Fox                            | 1 akte               |                                                                             | John Olive |
| 1980        | Tumbledown Dick or The taste of the times | 2 bedrijven          |                                                                             | Vern Sutton |
| 1984        | Clair de Lune                             | 2 bedrijven          | 1985                                                                        | Patricia Hampl |
| 1988        | Christina Romana                          |                      | 1988, Minnesota, Universiteit van Minnesota                                 | Vern Sutton |
| 1990        | Frankenstein: The Modern Prometheus       | 3 bedrijven          | 25 mei 1990, Saint Paul, The World Theater                                  | van de componiste |
| 1991-1992   | A Wrinkle in Time                         | 1 akte               | maart 1992 Wilmington, Opera Delaware                                       | Walter Green, geadapteerd van een novel van Madeleine L'Engle |
| 1998        | Erich Hermannson's Soul                   | 2 bedrijven 3 scènes | 11 november 1998, Omaha, The Rose Blumkin Performing Arts Center            | Chas Rader-Shieber naar een kort verhaal van Willa Cather |
| 2001        | Barnum's Bird                             | 2 bedrijven          | 1 februari 2002, Washington D.C., Library of Congress - Coolidge Auditorium | Bridget Carpenter en van de componiste |
| 2001-2002   | Dreaming Blue                             | 1 akte               | 26 februari 2002, Salt Lake City, Rose Wagner Performing Arts Center        | van de componiste geselecteerd uit teksten van studenten van de Mountain View Elementary School, Salt Lake City John Ziegenhagen "Red Soliloquy" en gedichten van James A. Emanuel, Mary O'Neill, Hiawyn Oram |
| 2006        | Every Man Jack                            |                      | 11 november 2006, Sonoma, Sonoma State University - Person Theatre          | Philip Littell |
| 2009        | Picnic                                    | 3 bedrijven          | 2 april 2009, Greensboro, Universiteit van Noord-Carolina Aycock Auditorium | naar een toneelstuk van William Inge |

#### Toneelmuziek
- 1976-1980 Moon Door, multimedia show
- 1993 Mrs. Dalloway, muzikaal drama in 2 bedrijven - tekst: Bonnie Grice

### Vocale muziek

#### Werken voor koor
- 1985 Clair de lune, voor tenor solo en mannenkoor (TTBB) - tekst: Paul Verlaine
- 1986 Coming forth into day, voor spreker, sopraan, bariton, gemengd koor en orkest - tekst: van de componiste en Jehan Sadat
- 1987 In a Winter Garden: Advent meditations and carols, voor sopraan, mezzosopraan, tenor, gemengd koor en kamerorkest - tekst: Patricia Hampl
- 2004 The Ballerina and the Clown, sprookje voor kinderkoor (SAA) en harp - tekst: Hans Christian Andersen
- 2011 Alaska Spring, voor gemengd koor en strijkkwartet - tekst: Tom Sexton

#### Liederen
- 1989 Songs from letters: Calamity Jane to her daughter Janey, 1880-1902, voor sopraan en orkest
  1. So like your father
  2. He never misses
  3. A man can love two women
  4. A working woman
  5. All I have
- 1998 Songs of Light and Love, voor sopraan en kamerorkest - tekst: May Sarton
  1. Invocation: a summoning
  2. The snow light: a rapture
  3. A light left on: a quietude
  4. The fear of angels: a beatitude
  5. Evening walk in France: a gymnopedie
- 1998 Margaret songs: Three songs from Willa Cather, voor sopraan en piano 
  1. Bright rails
  2. So little there
  3. Beneath the hawthorne tree
- 1998 Sonnets from the Portuguese, voor sopraan en kamerorkest - tekst: Elizabeth Barrett Browning
  1. I thought once how Theocritus had sung
  2. My letters!
  3. With same heart, I said, I'll answer thee
  4. If I leave all for thee
  5. Oh, yes!
  6. How do I love thee?
- 2004 My Ántonia, zeven liederen voor hoge zangstem en piano - tekst: Willa Cather
- 2008 Selected poems of Rainer Maria Rilke, voor sopraan, dwarsfluit, gitaar en harp
- 2008 When I am an old woman, voor sopraan en piano - tekst: Jenny Joseph
- 2010 The strange case of Dr. H.H. Holmes, voor bariton en geprepareerd piano
- 2011 The Moabit Sonnets, voor 2 sopranen, tenor, bas en kamerorkest - tekst: Albrecht Haushofer Engelse vertaling: M.D. Herter Norton
- Mary Cassett, voor mezzo-sopraan, trombone en orkest[1]

### Kamermuziek
- 1974 Three pieces for treble wind and guitar, voor klarinet en gitaar
- 1977 Corker, voor klarinet en slagwerk
- 1984 Four on the Floor, voor viool, cello, contrabas en piano
- 1986 Song without words, voor klarinet en piano
- 1987 rev.1996 Black birds, red hills: a portrait of six paintings of Georgia O'Keeffe, voor klarinet, altviool en piano
- 1994 Dancing solo, voor klarinet solo
- 1994 Slang, voor klarinet, viool en piano
- 1995 Concert Piece, voor tuba en piano
- 1996 Blue third pieces, voor klarinet en gitaar
- 1997 Holy Roller, voor altsaxofoon en piano
- 2001 Barn Dances, voor dwarsfluit, klarinet en piano
- 2002 Bid Call, voor altsaxofoon en cello
- 2004 Yellow Jersey, voor twee klarinetten
- 2008 Concert Piece, voor fagot en piano